# Kazuhiro Fujita
Kazuhiro Fujita (藤田 和日郎, Fujita Kazuhiro) é um artista de mangá japonês, nascido em 24 de maio de 1964 em Asahikawa, Hokkaidō, Japão. Ele se formou na Universidade Nihon. Ele fez sua estréia no mangá profissional no Weekly Shōnen Sunday em 1989. Ele é mais famoso pelo mangá Ushio e Tora, pelo qual ele ganhou o Shogakukan Manga Award por shōnen em 1992 e o Seiun Award em 1997, e o longo Karakuri Circus.

## Trabalho
- Ushio e Tora, 1990-1996, 33 volumes, Weekly Shonen Sunday
- Yoru no Uta, 1995 (coleção de contos elaborados em 1988-1994)
- Karakuri Circus 1997-2006, 43 volumes, Weekly Shonen Domingo
- Akatsuki no Uta, 2004 (coleção de contos desenhados 1996-2003)
- Jagan wa Gachirin ni Tobu, 2006–2007, um volume, Big Comic Spirits
- O Museu Negro: Springald, 2007, um volume, Morning[2]
- Moonlight Act, 2008-2014, 29 volumes, Weekly Shonen Sunday
- The Black Museum: Ghost and Lady, 2014–2015, 2 volumes, Morning
- Sōbōtei Kowasubeshi (双亡亭壊すべし), 2016–atualmente, 13 volumes, Weekly Shonen Sunday
- Ele criou os conceitos originais para BakéGyamon e Ayakashidō no Hōrai

## Adaptações de anime
- Ushio e Tora, 1992–1993 OVA de 10 episódios
- Ushio e Tora: Comically Deformed Theatre, 1993 paródia de um episódio OVA
- Karakuri Circus, comercial Weekly Shonen Sunday de 1998
- Karakuri no Kimi, 2000, um episódio OVA - lançado em inglês como Puppet Princess, adaptando um conto publicado em Yoru no Uta
- Ushio e Tora, 2015–2016 anime série de televisão
- Karakuri Circus, série de televisão de anime de 2018–2019

## Mestres
- Fujihiko Hosono
- Yoshitoo Asari

## Assistentes
- Nobuyuki Anzai
- Kazurou Inoue
- Yukiwo Katayama
- Tatsuya Kaneda
- Makoto Raiku